# Во имя прошлого
«Во имя прошлого» (Трагедия отца) (1915) — немой художественный фильм Александра Пантелеева, уголовная драма из помещичьей жизни. Фильм рассказывает о трагедии отца, посвятившего свою жизнь воспитанию сына и узнавшего на склоне лет, что он прижимал к своей груди не родного сына, а чужого ему человека. Вышел на экраны 7 мая 1916 года. Фильм не сохранился.

## Сюжет
Граф Савойский, обожавший приёмную дочь Асю, решает ей, а не распутному племяннику Аркадию, оставить своё состояние. Узнав об этом, управляющий имением Закревский крадёт завещание: он уверен, что Аркадий — это его сын. Неожиданно выясняется, что от тайной связи Закревского с сестрой графа на самом деле родилась дочь, ею оказывается Ася. Раскаиваясь в содеянном, Закревский достаёт украденное им завещание графа, а сам оставляет всё и уезжает. Через несколько лет, когда Ася с мужем уже счастливо живут в графском доме, около их дома появляется старый оборванный шарманщик. Увидев Асю, он сразу же умирает. Ася с мужем узнают в нём Закревского, но его тайна остается нераскрытой.

## Критика
Маститый артист Импер. сцены дал верный сценический образ отца, жертвующего всем для блага своего сына. Остальные исполнители дают хороший ансамбль. Отметим чёткую фотографию картины. Все эти данные говорят за то, что картина будет делать сборы.— (Сине-Фоно. 1916. № 5-6. С. 134—135.)

## Интересные факты
- Сценарий фильма был написан внучкой знаменитого писателя Николая Лескова[4].
- Последнее[2] (по другой версии — предпоследнее; после был учебный фильм «Урок мимики», 192?[5]) выступление в кино актёра В. Н. Давыдова.